# Călățea, Bihor
Călățea (maghiară Kalota) este un sat în comuna Aștileu din județul Bihor, Crișana, România.

## Imagini

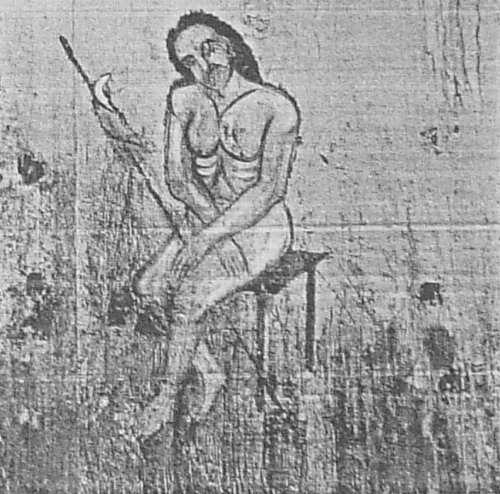
Fragment din pictura parietală a bisericii de lemn dispărute

 Acest articol despre o localitate din județul Bihor este deocamdată un ciot. Puteți ajuta Wikipedia prin completarea lui.